# Яма (фильм, 1915)
«Яма» (1915) — немая кинодрама, предположительно режиссёра Михаила Мартова, экранизация одноимённой повести А. Куприна. В. Вишневский предположительно указывает Куприна также как и автора сценария фильма, однако, по другим сведениям, Куприн после просмотра фильма заявил: «Сценарий написан не мною, но передача мыслей сделана хорошо. Скучная мораль об ужасе "любви" без любви выявлена достаточно ярко». Фильм не сохранился.

## История создания
Б. Лихачёв, характеризуя состояние русской кинопромышленности в 1913 году, писал: «… весь расчёт [Русского Кинематографического Товарищества] строился на подготовлявшейся к выпуску грандиозной картине „Яма“ (по Куприну), но все планы были нарушены цензурой, запретившей картину, которая появилась на экране только после революции». На основании этого В. Короткий заключает, что «съёмки <…> возможно, начались ещё в 1913».
Однако, в газете "Отклики Кавказа" (город Армавир, Кубанская область) имеется объявление о том, что с 9 мая 1916 года в кинотеатре "Эдем" будет демонстрироваться 3-я и 4-я серии (10 частей) кинокартины "Яма" по повести А.И.Куприна.

## Продолжительность
В. Вишневский сообщает, что метраж фильма неизвестен. В «Киногазете» за 1918 год появилось рекламное объявление, где сообщалось, что «картина за длинною метража разбита на 4 серии, в каждой из которых по 5 частей. Длина всей ленты 8000 метров». Однако это, вероятно, сильно округлённое значение, ибо даже количество частей было округлено, так как, по сведениям Вишневского, она составляла 19 частей. Таким образом, точный метраж фильма неизвестен.

## Запрет
З. Перегудова на основе архивных источников сообщает следующие сведения о запрете фильма:

Гораздо серьезнее обстояло дело с другим фильмом, поставленным в 1915 г. по произведению Куприна «Яма». Фильм ещё не дошёл до местных властей на предмет его разрешения и демонстрирования, а в Министерство внутренних дел уже поступило прошение за подписью «отцы и матери своих детей» без даты и обратного адреса. В прошении говорилось, что Василий Функе снял картину «Яма» по роману Куприна «на всякий случай» в трех экземплярах «с ярко выраженной жизнью проституток в заведении». Авторы прошения сообщали, что в Москве предполагается картину разрешить, «надеются добиться разрешения и в Петербурге». Ввиду того, что «синематограф служит лучшим и любимым развлечением подростков и детей, а картина «Яма» Куприна сплошной разврат — покорнейше просим обратить внимание на картину и не допустить наших детей до такого ужаса, чтобы они смотрели «Яму»». 
 
 С ходатайством за разрешением обратился сам Куприн, который доказывал, что в картине не показаны «все резкости оригинала» повести и поэтому картина «не может быть вредна для юношества», что фильм «вышел поучительным и трогательным». Поэтому он просит выпустить эту ленту, которая будет одним «из средств в борьбе с проституцией». Одновременно с ходатайством обратилось Русское кинематографическое товарищество. От его имени директор-распорядитель Л.И. Пирогова писала: «Материалом инсценировок мы признали литературные произведения только известных писателей, притом таких, которые были признаны Академией наук, русской читающей публикой и за границей. Выбор наш остановился на писателе А.И. Куприне: чтимый в России, изданный таким семейным журналом, как "Нива", переведенный на все европейские языки и, наконец, получивший премию Академии наук, А.И. Куприн как раз удовлетворял всем трем этим основным условиям. Русское кинематографическое товарищество инсценировало его известную повесть "Яма", тем более что она встретила просвещенное к себе отношение со стороны московской прокуратуры». Пирогова считала, что «картина не может вредно влиять на юношество, но как раз наоборот — принесет огромную пользу обществу потому, что явится нужным предостережением для спасения многих девушек, идущих в большой город на заработки». Однако ответ Департамента был отрицательным. Картина «Яма» к демонстрации допущена не была.— З. Перегудова «Политический сыск России» с. 330-331

## Прокат
В московских кинематографах на днях начинает демонстрироваться первая серия <…> "Яма", бывшей долгое время под запретом <…> пьеса уже прошла во многих провинциальных синематографах.— «Киногазета», январь 1918

## Критика
Инсценировка, вследствие сглаживания <…> недопустимых с внешней стороны <…> эпизодов повести, — теряет всякое значение и превращается в ряд скучных и приличных сцен, по которым с трудом можно восстановить даже фабулу повести. Крупным недостатком следует считать вставку незначительных эпизодов повести, ничего не прибавляющих к действию и затрудняющих понимание пьесы <…> Порнографического элемента не наблюдается, но постановка лишена всякого культурного и художественного значения.— «Кинобюллетень», 1918